# Заріччя (Боринська селищна громада)
Заріччя —  село в Україні, у Самбірському районі Львівської області. Населення становить 435 осіб. Орган місцевого самоврядування - Боринська селищна рада.